# Station Bremen-Mahndorf
Station Bremen-Mahndorf (Bahnhof Bremen-Mahndorf, ook wel HB-Mahndorf) is een spoorwegstation in de Duitse plaats Bremen, in de deelstaat Bremen. Het station ligt aan de spoorlijn Wunstorf - Bremerhaven. Op het station stoppen alleen Regio-S-Bahntreinen van Bremen en Nedersaksen op het station. Het station telt twee perronsporen.

## Treinverbindingen
De volgende treinserie doet station Bremen-Mahndorf aan:
| Serie | Treinsoort                  | Route                                                                                  | Bijzonderheden                            |
| ----- | --------------------------- | -------------------------------------------------------------------------------------- | ----------------------------------------- |
| RS1   | Regio-S-Bahn (NordWestBahn) | Bremen-Farge – Bremen-Vegesack – Bremen Hbf – Bremen-Mahndorf – Achim – Verden (Aller) | Extra spitsritten tussen Vegesack en Hbf. |